# Pleurosira laevis
Pleurosira laevis – gatunek okrzemek występujących w wodach słonawych. 

## Morfologia
W naturze tworzy zygzakowate kolonie. Jednokomórkowe osobniki mają kształt cylindryczny z okrywami okrągłe lub lekko eliptycznymi o długości 40–170 µm i szerokości od 30–50 µm do 115–170 µm. Okrywy są lekko wypukłe, a na ich biegunach położone są dwa otwory (ocellusy), czasem przybierając formę tępych wyrostków. Ornamentacja pancerzyka delikatna, prążki z areolami rozłożone promieniście. Areole rozłożone nieregularnie. W odcinku 10-mikrometrowym jest ich zwykle co najmniej 16 w rzędzie, przy czym w środkowej części to 12-18, a przy biegunach 12-13. Na strefie brzeżnej okrywy szczecinowate wyrostki.

## Ekologia
Gatunek słonawowodny. Występuje dość powszechnie w na wybrzeżach morskich i zasolonych wodach śródlądowych – w ujściach rzek i w wodach zanieczyszczonych. W polskim wskaźniku okrzemkowym do oceny stanu ekologicznego rzek (IO) nieuznany za gatunek referencyjny ani dla rzek o podłożu węglanowym, ani krzemianowym. Przypisano mu wartość wskaźnika saprobii równą 1, co odpowiada preferencji do wód mało zanieczyszczonych materią organiczną, a nie przypisano wartości wskaźnika trofii. Niemniej spotykany jest głównie w wodach eutroficznych. Gatunek zasadolubny (alkalibiont).
Jest gatunkiem fitobentosowym. Czasem dominuje w peryfitonie porastającym makrofity, ale pojawia się również w fitoplanktonie.
Gatunek kosmopolityczny. Występuje m.in. w różnych miejscach Morza Bałtyckiego, a także w Odrze na odcinku zanieczyszczonym słonymi wodami kopalnianymi.
Uznawany za gatunek niezagrożony.